# Quince de Septiembre, Chiapas
Quince de Septiembre är en ort i Mexiko.   Den ligger i kommunen Acacoyagua och delstaten Chiapas, i den sydöstra delen av landet, 800 km sydost om huvudstaden Mexico City. Quince de Septiembre ligger 135 meter över havet och antalet invånare är 167.
Terrängen runt Quince de Septiembre är varierad. Runt Quince de Septiembre är det ganska tätbefolkat, med 96 invånare per kvadratkilometer. Närmaste större samhälle är Acacoyahua, 3,2 km sydväst om Quince de Septiembre. Omgivningarna runt Quince de Septiembre är en mosaik av jordbruksmark och naturlig växtlighet.